# Bezirk Aalst
Der Bezirk Aalst ist einer von sechs Verwaltungsbezirken (Arrondissements) in der belgischen Provinz Ostflandern. Er umfasst eine Fläche von 468,92 km² mit 304.838 Einwohnern (Stand: 1. Januar 2024) in zehn Gemeinden.

## Gemeinden im Bezirk Aalst
| Gemeinde            | Einwohner 1. Januar 2024 | Fläche km² | Dichte Einw./km² | NIS- Code | Postleitzahl           |
| ------------------- | ------------------------ | ---------- | ---------------- | --------- | ---------------------- |
| Aalst               | 90.995                   | 78,12      | 1.165            | 41002     | 9300, 9308, 9310, 9320 |
| Denderleeuw         | 21.056                   | 13,77      | 1.529            | 41011     | 9470, 9472–9473        |
| Erpe-Mere           | 21.013                   | 34,03      | 617              | 41082     | 9420                   |
| Geraardsbergen      | 34.999                   | 79,71      | 439              | 41018     | 9500, 9506             |
| Haaltert            | 19.402                   | 30,30      | 640              | 41024     | 9450–9451              |
| Herzele             | 18.928                   | 47,40      | 399              | 41027     | 9550–9552              |
| Lede                | 19.310                   | 29,69      | 650              | 41034     | 9340                   |
| Ninove              | 40.363                   | 72,57      | 556              | 41048     | 9400–9404, 9406        |
| Sint-Lievens-Houtem | 10.687                   | 26,67      | 401              | 41063     | 9520, 9521             |
| Zottegem            | 28.085                   | 56,66      | 496              | 41081     | 9620                   |
| Bezirk Aalst        | 304.838                  | 468,92     | 650              | 41000     | –                      |